# Имабари
Имаба́ри (яп. 今治市 Имабари-си) — город в Японии, находящийся в префектуре Эхимэ. Площадь города составляет 419,90 км², население — 160 094 человека (1 августа 2014), плотность населения — 381,27 чел./км².
В Имабари находится штаб-квартира и верфь Imabari Shipyard крупнейшей японской судостроительной компании Imabari Shipbuilding.

## Географическое положение
Город расположен на острове Сикоку в префектуре Эхимэ региона Сикоку. С ним граничат города Мацуяма, Тоон, Сайдзё, Куре, Ономити, Такехара и посёлки Камидзима, Осакикамидзима.
В состав Имабари входят расформированные административные единицы прошлого: Касэн, Камэока, Асакура и другие.

## Население
Население города составляет 160 094 человека (1 августа 2014), а плотность — 381,27 чел./км². Изменение численности населения с 1980 по 2005 годы:
| 1980 | 197 818 чел. |  |
| 1985 | 197 774 чел. |  |
| 1990 | 191 504 чел. |  |
| 1995 | 185 435 чел. |  |
| 2000 | 180 627 чел. |  |
| 2005 | 173 983 чел. |  |

## Символика
Деревом города считается камфорное дерево, цветком — рододендрон.